# Joc de paraules
La denominació joc de paraules o joc de mots es pot referir tant al mecanisme per crear mots (ludolingüística) com als jocs de paraules pensats com a competició o entreteniment.
En ludolingüística, un joc de paraules és el procediment pel qual s'estableix una relació pel sentit (homologia) i per la fonètica (homofonia) entre una parella o més de mots per tal de desencadenar una reacció de sorpresa o d'hilaritat en la persona que els escolta o els llegeix. Per exemple: "Quin és l'animal més semblant a l'ogre? -La sogra". L'acròstic, l'anagrama, el contrapets, l'embarbussament o el palíndrom són alguns tipus de combinacions ludolingüístiques.
En quant als jocs de paraules pensats com a competició o entreteniment requereixen que els jugadors o jugadores tinguin molt coneixent de vocabulari i habilitat per combinar lletres o pensar ràpidament. N'hi ha de diferents tipus:
- Jocs per formar mots arranjant lletres, com ara, l'AlphaBlitz, el Boggle, el Jarnac, el Lexicant, l'Scrabble, el Paraulògic o el Wordle.[5]
- Jocs en paper. Sovint són passatemps publicats a la premsa o en revistes especialitzades, com ara, els autodefinits, els mots encreuats, el penjat o les sopes de lletres.[6]
- Els jocs de tauler, com Scattergories o Tabú.